# Guéfigué
Guéfigué (ou Guefigue, Gefige) est un village du Cameroun situé dans la région du Centre, le département du Mbam-et-Inoubou et l'arrondissement (commune) de Bokito, à 5 km d’Ombessa, 15 km de Bokito et 22 km de Bafia. Il s'étend sur plus de 15 km.
La localité comprend deux hameaux, Guéfigué proprement dit au sud et Guéboga au nord.

## Environnement
Le village est implanté sur un plateau vallonné. La végétation se répartit entre trois grands ensembles : les savanes arbustives à rônier, les zones de bas-fond et les zones de bosquet. Des arbres fruitiers (manguiers, avocatiers, pruniers) ont été plantés par l’homme, principalement autour des habitations. Aux cultures vivrières (maïs, arachide, patate douce, ananas, taro, macabo, manioc, igname et plantain) s'ajoute la culture pérenne du cacaoyer, dans les bosquets et aux abords des maisons, qui sont généralement en béton avec des toits en tôle.
Guéfigué est arrosé par un seul cours d’eau, la rivière Oufoué, au sud du village.

## Population
En 1964, Guéfigué comptait 1 037 habitants, pour la plupart des Yambassa. Lors du recensement de 2005, ce chiffre s'élevait à 1 783.